# Lydia Marinelli
Lydia Marinelli (15 de julio de 1965, en Matrei in Osttirol, Austria - 8 de septiembre de 2008, en Viena) fue una historiadora austriaca, editora, autora de textos científicos, curadora, así como productora de exposiciones y especialista en historia del psicoanálisis.

## Biografía
Estudió historia, literatura y filosofía en la Universidad de Viena. Fue desde 1992 colaboradora científica y luego curadora del Sigmund Freud Museum de Viena, y desde 2003 directora científica de la Fundación Sigmund Freud. El tema de su tesis doctoral de 1999 fue la historia de las publicaciones en psicoanálisis y, en particular, la historia de la Editorial Psicoanalítica Internacional.
Como historiadora dedicada al psicoanálisis, fue colaboradora científica de la Library of Congress en Washington D. C. (que aloja al archivo de Sigmund Freud) y becaria del  Max-Planck-Institut de historia de la ciencia en Berlín. Sus publicaciones (artículos, libros y catálogos) se concentran en temas de la historia y la teoría del psicoanálisis, en particular, en la teoría e interpretación de los sueños, la vida y obra de Sigmund Freud así como también en la historia de los medios y su relación con la historia de la ciencia. Sin embargo, y tal vez más que las publicaciones, una de las contribuciones más destacadas de Marinelli consiste en el desarrollo del concepto historiográfico y el diseño para la realización de varias exposiciones acerca de estos temas. Además, Marinelli se desempeñaba como docente en diversas universidades, entre otras, en la Universidad de Viena.

## Reconocimiento póstumo
Entre el 23 y el 25 de julio de 2009 se realizó en Viena la conferencia internacional Epistemic Vehicles in the Human Sciences. A Conference in Memory of Lydia Marinelli organizada por el Instituto Max Planck, de historia de la ciencia en cooperación con el Instituto de Ciencia y Arte (IWK) y el  Filmarchiv Austria (Archivo de Cine de Austria). En el marco de ese evento internacional, en el que numerosos  representantes del área valoraron la obra de Marinelli, Hans-Jörg Rheinberger y Andreas Mayer presentaron sus trabajos surgidos del legado de Marinelli: Tricks der Evidenz y Psyches Kanon.
La revista American Imago dedicó su volumen 66 de 2009 a la memoria de  Lydia Marinelli, incluyendo aportes de la historiadora hasta ahora inéditos en idioma inglés.

## Exposiciones curadas por Marinelli
- Die Couch. Vom Denken im Liegen (Trad. libre: El diván. Acerca del pensar recostado). 2006 en el Museo Sigmund Freud, Viena.
- Freuds verschwundene Nachbarn (Trad. libre: Los vecinos desaparecidos de Freud). 2003 en el Museo Sigmund Freud, Viena. Esta muestra logró transmitir al visitante una nueva perspectiva de la casa del creador del psicoanálisis: la de la trivialidad de lo cotidiano antes de la anexión y la de la realidad dramática de las deportaciones. Lejos del glamour de una casa antigua, devela la realidad de un edificio de pisos de alquiler. Ocho familias y una carnicería koscher en la planta baja, y sus destinos tras la deportación.
- „Meine ... alten und dreckigen Götter“. Aus Sigmund Freuds Sammlung (Trad. libre: «Mis… viejos y sucios dioses».  De la colección de Sigmund Freud). 1998/99 en el Museo Sigmund Freud, Viena.
- Internationaler Psychoanalytischer Verlag 1919-1938.(Trad. libre:Editorial Internacional Psicoanalítica 1919-1938). 1995 en el Museo Sigmund Freud, Viena.

## Algunas publicaciones
- Schriften zur Geschichte der Psychoanalyse. Verlag Turia + Kant, Wien 2009, ISBN 978-3-85132-600-0. En tres volúmenes:
  - Andreas Mayer (ed.) Tricks der Evidenz. Zur Geschichte psychoanalytischer Medien. Mit einem Vorwort von John Forrester, ISBN 978-3-85132-542-3.
  - Christian Huber, Walter Chramosta (Bearb.): Psyches Kanon. Zur Publikationsgeschichte rund um den Internationalen Psychoanalytischen Verlag. ISBN 978-3-85132-541-6.
  - Träume nach Freud. Die „Traumdeutung“ und die Geschichte der psychoanalytischen Bewegung. 2., durchgesehene Auflage. Mit einem Vorwort von John C. Burnham, 2002, 2ª ed. 2009, ISBN 978-3-85132-540-9.
- (Compilación y edición): Die Couch. Vom Denken im Liegen. Verlag Prestel, München 2006, ISBN 978-3-7913-3688-6.
- En conjunto con  Thomas Ballhausen, Günter Krenn (eds.) Psyche im Kino. Sigmund Freud und der Film. Verlag Filmarchiv Austria, Viena 2006, ISBN 978-3-901932-89-2.
- En conjunto con  Andreas Mayer (compiladores): Forgetting Freud? For a New Historiography of Psychoanalysis, Sonderheft Science in Context 19 (1), März 2006.
- Screening Wish Theories: Dreams Psychologies and Early Cinema. In: Science in Context 19 (1), 2006, 87-110.
- Smoking, Laughing, and the Compulsion to Film. On the beginnings of psychoanalytic documentaries. In: American Imago 1 (2004).
- (Compilación y edición): Psychoanalytisches Wissen = Österreichische Zeitschrift für Geschichtswissenschaften 2 (2003)). Verlag Turia + Kant, Wien 2003, ISBN 3-85132-362-9.
- En conjunto con  Andreas Mayer: Dreaming by the Book. The „Interpretation of Dreams“ and the history of the psychoanalytic movement. Verlag Other Press. New York, London, 2003, ISBN 1-59051-009-7.
- (Compilación y edición): Freuds verschwundene Nachbarn. Verlag Turia + Kant, Wien 2003, ISBN 3-85132-365-3.
- „Freud’s Fading Gods“. En: Bruno Latour, Peter Weibel (editores): Iconoclash, Image-making in Science, Religion, and Art. Beyond the image wars in science, religion, and art ; on the occasion of the Exhibition Iconoclash - Beyond the Image Wars in Science, Religion, and Art, ZKM Karlsruhe. Cambridge MA 2002, ISBN 0-262-62172-X.
- En conjunto con  Andreas Mayer: Träume nach Freud. Die „Traumdeutung“ und die Geschichte der psychoanalytischen Bewegung. Verlag Turia + Kant, Wien 2002, ISBN 3-85132-321-1 ; 2. durchges. Auflage mit einem Vorwort von John Burnham, Verlag Turia + Kant, Wien 2009, ISBN 978-3-85132-540-9.
- En conjunto con  Andreas Mayer (complilación y edición): Die Lesbarkeit der Träume. Zu einer Geschichte von Freuds „Traumdeutung“. Fischer-Taschenbuch-Verlag, Frankfurt am Main 2000, ISBN 3-596-14520-1.
- „Meine ... alten und dreckigen Götter“. Aus Sigmund Freuds Sammlung. Verlag Stroemfeld, Frankfurt am Main 2000, ISBN 3-87877-746-9.
- Sigmund Freud Museum (compiladora): Internationaler Psychoanalytischer Verlag 1919–1938. Katalog. Wien 1995.